# 愛と死をみつめて
『愛と死をみつめて』（あいとしをみつめて）は、大学生河野實（こうの まこと＝マコ、1941年8月8日 - ）と、軟骨肉腫に冒され21年の生涯を閉じた大島みち子（おおしま みちこ＝ミコ、1942年2月3日 - 1963年8月7日）との、3年間に及ぶ文通を書籍化した書簡集である。1963年（昭和38年）12月25日に大和書房より刊行され、160万部を売り上げる大ヒットを記録した。また、1964年の年間ベストセラーの総合1位を記録した。
関連本として、大島著の『若きいのちの日記』や河野著の『佐智子の播州平野』も出版された。実際に交わされた手紙などをもとにした往復書簡集ではあるが、『世界の中心で、愛をさけぶ』や『いま、会いにゆきます』等の純愛小説の先駆け的存在であったといえる。ラジオドラマ・テレビドラマ・レコード・映画化された。難病で死に別れる恋人をテーマにした純愛映画としては、アカデミー作曲賞、ゴールデングローブ賞を受賞した1970年公開のアメリカ映画『ある愛の詩』が有名であるが、それより6年先駆けて公開されている。

## 内容

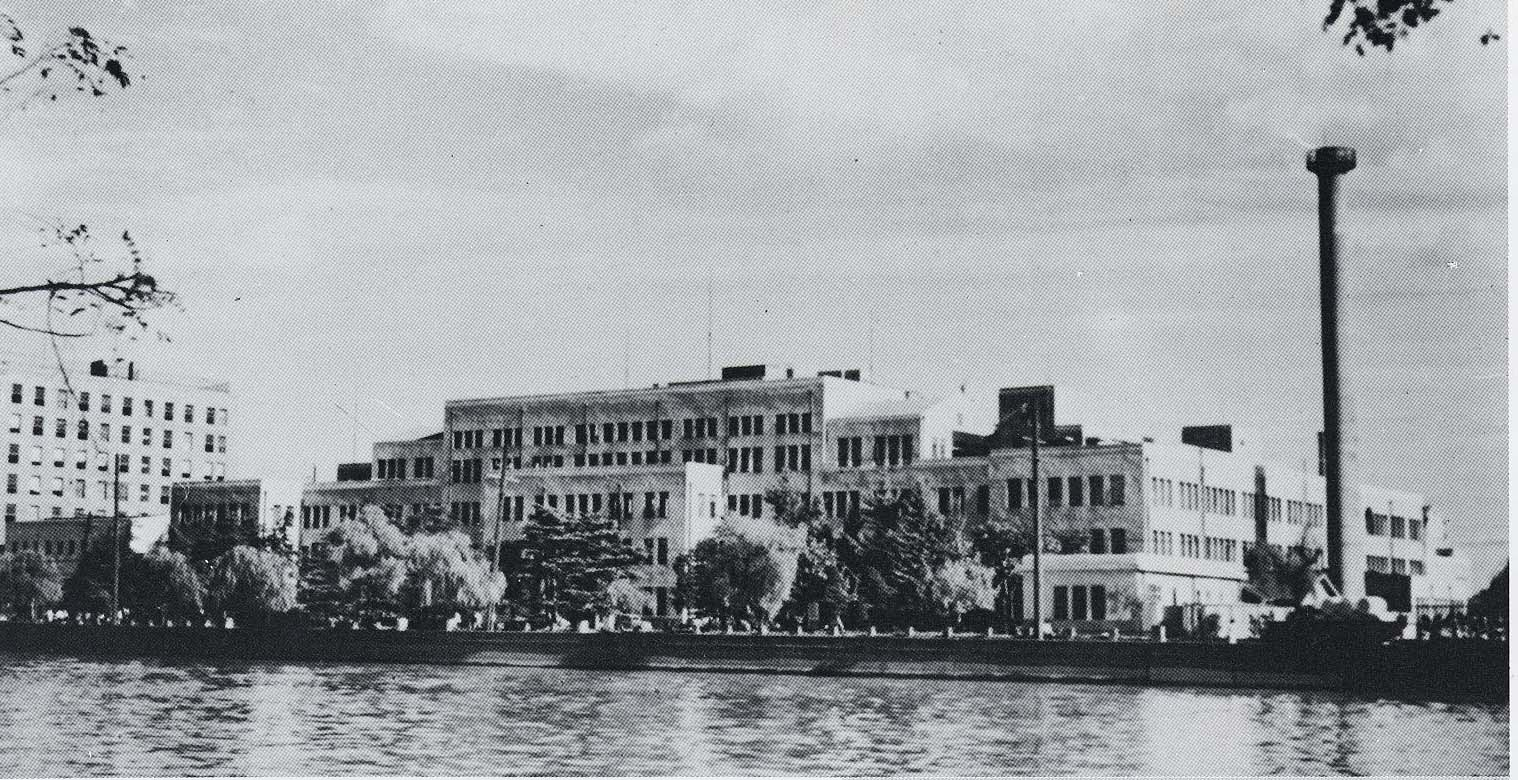
ミコ（大島）が入院生活を送った阪大病院（中ノ島）

兵庫県立西脇高等学校に通うミコ（大島みち子）は、顔に軟骨肉腫ができる難病に冒されていた。阪大病院に入院した際、同じ病棟で長野県出身の浪人生マコ（河野実）と出会い、互いに18歳の阪神タイガース・ファン同士で意気投合し、文通を始める。
その後、ミコが京都の同志社大学、マコが東京の中央大学へ進学してからも文通は途切れず、ミコの病気が再発して再入院した後も、マコは夏休みに大阪駅ホームのビール売りのアルバイトを続けてミコを励ます。夏休みが終わって、東京に戻ったマコとの文通が闘病生活の大きな支えになっていく。マコはその後もアルバイトをして長距離電話で励ましたり、旅費を工面して阪大病院を訪れるなどし、2人の愛は深まるばかり。
しかしミコは手術で顔の半分を失い、さらに病気は悪化していく。そして、マコの22歳の誕生日の前日に、自らのメモリアルデーを刻んで、この世を去って逝く。

## 書籍
- 大島みち子・河野実著 『愛と死をみつめて』大和書房、2004年新版（ISBN 4-479-01177-3）、2006年2月 文庫本発刊。2006年1月、中国語版『凝視着愛与死』漓江出版（中国・桂林市）より発刊
- 大島みち子著『若きいのちの日記―「愛と死をみつめて」ミコのノート』1992年　大和出版
- 大島みち子著 『若きいのちの日記』大和書房、2005年新板（ISBN 4-479-01180-3）、　2006年3月 文庫本発刊
- 河野実著 『佐智子の播州平野』フーコー、1997年（ISBN 4-795-23641-0） 当該書籍は『「愛と死をみつめて」その後』と改題され、2006年3月「展望社」より発刊。
- 河野実著 『「愛と死をみつめて」終章 もうひとりのミコ』大和書房、2005年（ISBN 4-479-01186-2）

## ラジオドラマ『健康な日を3日』
1964年（昭和39年）1月14日、ニッポン放送「ラジオ劇場」で放送。

### キャスト
- まこと - 山本學
- みち子 - 北沢典子
- 父 - 浜田寅彦
- 母 - 北沢ゆずる
- まことの友人 - 辻本勝義、伊福部昇

#### スタッフ
- 脚本:松田暢子
- 演出:清水邦行

## レコード
プロデューサーの酒井政利はベストセラー本を歌にしようとひらめき、書店で出版直後の原作本と出会うが、若い素人の往復書簡という体裁に新鮮な魅力を感じ、著名のベテラン作詞作曲家でなく、あえて若手作家が作ることで素直に表現できると考え、大矢弘子（当時レコード会社に詩を投稿していた明治大学4年生）に作詞、土田啓四郎（大阪在住の新進作曲家）に作曲を依頼する。歌手は、12歳でコロムビア全国コンクール第1位となった青山和子（当時18歳）。
なお、同時期には同じ主題で吉永小百合の「愛と死のテーマ」（作詞：佐伯孝夫、作曲：吉田正）も発売され、こちらも1965年5月時点で25万枚を売り上げるヒットになっている。
- 「愛と死をみつめて」（B面「若きいのちの日記」） 規格品番：SAS-293
  - 作詞：大矢弘子、作曲：土田啓四郎、プロデューサー：酒井政利
  - 唄：青山和子、コーラス：コロムビア女声合唱団、ハニー・ナイツ、クール・ラティーノス
  - 1964年7月5日、日本コロムビアよりシングルレコード発売
  - 同年、第6回日本レコード大賞受賞。
  - 累計売上は70万枚以上[4]を記録。ミリオンセラー[5]とも。
  - 発売当時の値段は300円
  - この楽曲は、1964年のテレビドラマ版もしくは映画の主題歌であると誤解されやすいが、ドラマで使用されたのはシンプルなインストルメンタルBGM曲のみ、映画の主題歌は主演の吉永小百合が歌唱した「愛と死のテーマ」で、青山和子が歌うこのレコード企画とは全く別のプロジェクトとなっている。

## 映画
1964年（昭和39年）9月19日公開。モノクロ・シネマスコープ、118分。配給収入は4億7500万円。

### キャスト
- 小島道子 - 吉永小百合
- 高野誠  - 浜田光夫
- K先生 - 内藤武敏
- オールドミス - 初井言栄
- 道子の母 - 原恵子
- 寮の賄いのおじさん  - 紀原土耕
- 病院の用務員 - 河上信夫(河上喜史朗)
- 市場の売手 - 光沢でんすけ
- 同志社の学生A - 水森久美子
- 同志社の学生B - 恩田恵子
- 同志社の学生C - 岩記照栄
- 同志社の学生D - 西原泰江
- 照子 - 加藤洋美(加藤ヒロ実)
- 小島正次 - 笠智衆

- 吉川ハナ - 北林谷栄
- 中井スマ - 笠置シヅ子
- 佐竹トシ - ミヤコ蝶々
- 和歌山のおじさん - 山田禅二
- 患者A - 三船好重
- 患者B - 坂巻祥子
- 患者C - 鈴木俊子
- 患者D - 深町真喜子(深町真樹子)
- 中山仙十郎 - 宇野重吉
- 患者E - 新津邦夫(ノンクレジット)
- 患者・林 - 林浩子(林泰江・ノンクレジット)
- 黒木 - 木下雅弘

- 大久保 - 杉山元

- 中年の看護婦 - 鏑木ハルナ
- 看護婦A - 高田栄子
- 看護婦B - 清水千代子
- 看護婦C - 北出桂子
- 看護婦D - 武内悦子(ノンクレジット)
- 看護婦E - 水城英子(ノンクレジット)
- 若い看護婦 - 有田双美子

- 寮生A - 井田武(いだたけ志)
- 寮生B - 浜口竜哉
- 寮生C - 藤野宏
- 寮生D - 新村猛
- 寮生E - 宇田川守雄

- 見舞客A - 小柴隆(小柴尋詩)
- アベックA - 宮川敏彦
- 見舞客B - 石丘伸吾
- 見舞客C - 大谷木洋子
- アベックB - 樽井釉子
- アベックC - 平塚仁郎
- アベックD - 大塚トミエ
- 病院の受付 - 高山千草(ノンクレジット)
- 病院の受付の前の男 - 三谷龍雄(三谷忠雄・ノンクレジット)
- 病院の給仕係 - 加納敬子(加納千嘉・ノンクレジット)
- エレベーターから降りてくる男A - 土田義雄(ノンクレジット)
- エレベーターから降りてくる男B - 河合英二郎(ノンクレジット)
- 山川 - 山川朔太郎(ノンクレジット)

### スタッフ
- 企画：児井英生
- 原作：河野実、大島みち子
- 脚本：八木保太郎
- 撮影 : 萩原憲治
- 音楽：小杉太一郎
- 方言指導：雨宮節子
- 監督：斎藤武市
- 製作・配給：日活

### ビデオソフト
- 『愛と死をみつめて』（1990年、日活）VHSビデオとして発売。2005年にDVD化され再発。

## テレビドラマ

### 1964年版
1964年（昭和39年）4月12日と4月19日、前・後編に分けてTBS系「東芝日曜劇場」枠で放送された。1話完結を基本としていた同枠始まって以来の2回に分けての放送であった。橋田壽賀子の脚本がとても1時間枠では収まらない長さになった時、TBS側は何とか1時間に収まるよう縮めてほしいと依頼したという。橋田はこれ以上はどうしても削れないと主張し、例外的に認められた前・後編放送となった。本放送当時の視聴率（ビデオリサーチ・関東地区調べ）は前編12.6％、後編16.9％と当時のテレビドラマとしては高視聴率ではなかったが、大きな反響を呼んで、放送後1年間に4度も再放送されることとなり、結果としてTBSの心配は杞憂に終わった。
この作品が制作された当時は、VTRが2インチ規格だったことなどから、番組の資料保存が容易には行えず、同時期に制作されたドラマは消去されて現存していないケースが多い。そのため、現在も視聴できるこのドラマは資料的な意味でも価値が大きい。2009年（平成21年）現在、横浜の放送ライブラリーにて視聴可能。また、TBSチャンネルなどでも放送されている。

#### キャスト
- 河野実（マコ） - 山本學
- 大島みち子（ミコ） - 大空眞弓
- 清水将夫
- 宝生あやこ
- 戸浦六宏
- 森塚敏
- 山岸美代子
- 田上嘉子
- 長山藍子

#### スタッフ
- 脚本:橋田壽賀子
- プロデューサー:石井ふく子
- 演出:蝦川茂夫

### 2006年版
2006年（平成18年）3月18日と3月19日、2時間半ずつの枠で、前・後編に分けて放送。テレビ朝日制作。当初は2005年放送の予定だったが、諸事情により延期された。ミコ死後の秘話も再取材し、盛り込む。主題歌はドリームズ・カム・トゥルーの『めまい』（アルバム『THE LOVE ROCKS』に収録）と、『愛と死をみつめて〜DREAMS COME TRUE VERSION〜』。

#### キャスト
- 河野実（マコ） - 草彅剛
- 大島みち子（ミコ） - 広末涼子
- 河野里子（マコ母） - 室井滋
- 河野健太郎（マコ父） - 高橋克実
- 河野潤子（マコ妻） - 小雪（特別出演）
- 滝沢岳史（マコ友人） - 池田努
- 大島茂樹（ミコ父） - 大杉漣
- 大島都子（ミコ母） - 伊藤蘭
- 大島和弘（ミコ兄） - 東幹久
- 大島比佐子（ミコ妹） - 市川由衣
- 中田慶子（ミコ友人） - 山口紗弥加
- 重光誠治（ミコ主治医） - ユースケ・サンタマリア（友情出演）
- 重光英子（重光誠治の妻） - 木村多江
- 院長（阪大病院院長） - 平田満
- 竹井（阪大病院看護婦） - 平岩紙
- 村中智美（芳子の娘） - 高橋由美子
- 村中芳子（患者） - 星野晶子
- 神崎ユウ子（患者） - 鷲尾真知子
- 山崎雅代（患者） - 根岸季衣
- 石川千春（患者） - 田島令子
- 岡田（医療社会事業に従事） - 神田正輝（特別出演）
- 中島（出版社社長） - 小野武彦
- 婦人警官 - 吉岡美穂

#### スタッフ
- 脚本:鎌田敏夫
- プロデューサー:中込卓也（テレビ朝日）
- 演出:犬童一心
- 音楽:溝口肇

#### ビデオソフト
- 『愛と死をみつめて』（2006年、ビクターエンタテインメント）DVDとして発売。

## テレビドラマ『若きいのちの日記』
- 1969年8月12日 - 10月3日、朝日放送制作「花王愛の劇場」枠で放送。高岡尚平脚本。マコ - 高橋長英、ミコ - 島かおり
- 1978年7月30日・8月6日、TBS制作「東芝日曜劇場」枠で放送。主演:大竹しのぶ。

## 漫画
月刊少女雑誌『りぼん』（集英社）1965年2月号で、同誌の別冊付録シリーズ「りぼんカラーシリーズ」の一環として、芳谷圭児によって漫画化された。